# Joseph Maas
Joseph Maas (Dartford, Inglaterra, 30 de enero de 1847 – Londres, 16 de enero de 1886) fue un tenor inglés.

## Biografía
Comenzó a cantar en el coro de la catedral de Rochester. Primero estudió bajo la dirección del organista J. C. Hopkins y luego con la soprano londinense Madame Bodda-Pyne. Durante algún tiempo estuvo empleado en el astillero de Chatham, hasta que fue a estudiar a Milán en 1869. En febrero de 1871 obtuvo su primer éxito sustituyendo a Sims Reeves cantando Annabell Lee en un concierto en Londres. En 1872 interpretó el papel del héroe en Babil and Bijou en el Covent Garden.
Saltó a Estados Unidos, incorporándose a la compañía de ópera Miss Kellogg's English Opera Company. De vuelta a Inglaterra, en 1878 interpretó a Gontran bajo la dirección de Carl Rosa en la producción de la ópera Golden Cross de Ignaz Brüll. Debido a su éxito, fue contratado como tenor principal por tres años en la Carl Rosa Opera Company, pues su hermosa voz y estilo acabado compensaban sobradamente su interpretación. Entre sus interpretaciones más importantes, en inglés, sobresalen la de Wilhelm Meister en la producción de la popular ópera cómica Mignon (1880) o como Radamés, en Aida (1880). Actuó en el Her Majesty's Theatre en italiano y en el Covent Garden (como Lohengrin) en 1883. Actuó con la Orchestre Pasdeloup en París en 1884. En el Festival de Norwich de 1884 estrenó Apollo's Invocation (La invocación a Apolo), una escena escrita especialmente para él por Massenet. En el Drury Lane con Carl Rosa, hizo de Chevalier des Grieux en la Manon de Massenet en 1885. También fue popular en las salas de conciertos, como por ejemplo, cantando para la Sacred Harmonic Society El Mesías de Handel en 1879 y en varios festivales Handel. Actuó con la Orchestre Pasdeloup en París en 1884.
Maas murió el 16 de enero de 1886 por una complicación de enfermedades de fiebre reumática, bronquitis y congestión de los pulmones, provocada por un resfriado cogido mientras se dedicaba a la pesca. Fue enterrado en el cementerio de Hampstead.